# 維切科查湖 (坎柴略區)
11°53′26″S 75°52′21″W / 11.89056°S 75.87250°W
維切科查湖（Wich'iqucha），是秘魯的湖泊，位於該國中部胡寧大區，由豪哈省的坎柴略區負責管轄，處於尤拉科查湖以西，1995年該湖興建高5.5米的水壩。